# Adriatique
Adriatique es un dúo de DJs suizo conformado por Adrian Shala y Adrian Schweizer. Varían entre el techno y el house, con aires minimalistas, estilo melódico profundo y ritmo sutil e hipnótico.

## Carrera
Shala y Schweizer se conocieron en 2008 y al año siguiente se unieron para formar Adriatique, nombre inspirado en el nombre de pila de ambos. Desde entonces son amigos, compañeros de piso y socios a tiempo completo (que no actúan por separado). Unidos por su gusto musical electrónico, han desarrollado un estilo musical hace hincapié en melodías profundas y ritmos minimalistas y repetitivos; según ellos informan, su credo es que «la música debería ser meditación». Organizan fiestas en Zúrich llamadas Moving Around Us, que incluyen instalaciones artísticas y DJ sets. Han formado parte del line-up de Awakenings Festival, BPM Festival, Caprices Festival, DGTL, Tomorrowland (ediciones 2016, 2017, 2018, 2019) y Ultra Music Festival entre otros. En 2015 pincharon en una sesión de Boiler Room en Tulum, México. A principios de 2019 pincharon para Cercle desde la cima del Alpe d'Huez, en los Alpes franceses, evento cuya retransmisión por YouTube cuenta con 10 millones de visualizaciones.
Han publicado con Diynamic, el sello discográfico de Solomun, así como con Afterlife (de Tale of Us), Cityfox y Culprit. Desde 2016, también poseen un sello propio, Siamese Records.  

## Discografía

### Álbumes
- Nude (2018), Afterlife Recordings

### Singles y EPs
- Playground EP (2011), Suruba D
- Feeling Good EP (2012), OFF Recordings
- Bodymovin EP (2012), Diynamic Music
- Face To Face (2012), Culprit
- Ain't Nobody EP (2012), Hive Audio
- Lophobia (2013), Diynamic Music
- Midnight Walking (2014), Culprit
- Rollox (2014), Diynamic Music
- Patterns Of Eternity (2016), Siamese
- Soul Valley (2016), Cityfox
- Ray (2018), Afterlife Recordings
- Nude Remixes (2019), Afterlife Recordings
- X (2019), Siamese

Discografía en Discogs